# 高田女王
高田女王（たかだじょおう/たかたのおおきみ、生没年不詳）は、奈良時代の皇族。高安王（大原高安）の娘。

## 記録
その経歴は不明だが、『万葉集』巻第四に一族の大原今城が皇族であった頃に応答した和歌が残されている。それらの歌では、女王の側が今城王に対して積極的な姿勢でのぞんでおり、むしろ、王の方が及び腰であるさまがうかがわれ、王の側の返歌が存在しないことからもそのような事情が想像される。大原今城はこの30年以上のちの、天平勝宝7歳（755年）頃と推定される、上総朝集使大掾となった際に、上総国の郡司の妻女たちから歌を贈られており、若い頃の女性との交流の盛んな様をあらわしているとも言える。
また、同巻第八には、春の雑歌が一首、収録されている。